# Luther Perkins
Luther Monroe Perkins (Memphis, 8 de enero de 1928-Nashville, 5 de agosto de 1968) fue un guitarrista estadounidense de música country miembro del grupo The Tennessee Three, la banda de Johnny Cash.
Perkins fue un icono de lo que se conocería después como música rockabilly. El uso creativo, simple rítmico y "sparsely-embellished" que le daba a sus guitarras Fender Esquire, Jazzmaster y Jaguar, queda acreditado con la creación del estilo firmado por Johnny Cash y conocido como boom-chicka-boom style.

## Biografía y comienzo musical
Perkis nació en Memphis, Tennessee, hijo de un predicador baptista y creció en Como (Misisipi), aprendiendo él solo a tocar la guitarra.
Comienza su carrera laboral en 1953 como mecánico en Memphis trabajando para una compañía de venta de coches, donde se especializa en reparaciones de sistemas eléctricos y de radio, mientras Roy Cash Sr., su hermano mayor, era service manager en el punto de venta. Allí conoce a Marshall Grant y A.W. 'Red' Kernodle. Grant, Kernodle y Perkins comienzan a llevar las guitarras al trabajo y tocan mientras trabajan.

## Muerte
Durante la madrugada del 3 de agosto de 1968 Perkins volvía de pescar en Old Hickory Lake a su casa recién construida en Riverwood Drive en Hendersonville (Tennessee). Se debió quedar dormido en el salón con un cigarro encendido. Su hija se despertó cerca de las 6:00 a. m. y vio el salón en llamas y a Perkins prácticamente semimuerto cerca de la puerta. Aunque un equipo de emergencias le trasladó con vida al hospital de Vanderbilt University, donde estuvo en la unidad de cuidados intensivos, murió allí dos días después, el lunes 5 de agosto de 1968 a la edad de cuarenta años. Su lápida está cerca de las tumbas de Johnny Cash y June Carter Cash en el Hendersonville Memorial Park en Hendersonville (Tennessee).

## Walk the Line
En Walk The Line, la biografía de 2005 de Johnny Cash, Dan John Miller describe la figura de Perkins.
Pertenece al Salón de la Fama del Rockabilly.